# St. Johannes Schützenbruderschaft Dornick 1668
Die St. Johannes Schützenbruderschaft Dornick ist eine Schützenbruderschaft aus dem Ortsteil Dornick der Stadt Emmerich am Rhein. Gegründet wurde der Verein im Jahr 1668. Das Gründungsjahr ist auf eine Plakette, die durch den damaligen Richter zu Isselburg und der Hetter gestiftet wurde, zurückzuführen. Schutzpatron der Bruderschaft ist Johannes der Täufer.
Das wichtigste Fest der Bruderschaft ist das Schützenfest, welches jährlich am Wochenende nach Fronleichnam stattfindet.

## Gliederung
Der Bruderschaft sind mehrere Abteilungen angeschlossen. Zu diesen gehören der Spielmannszug Dornick, die Fahnenschwenker, die Jungschützen, der Reiterzug sowie verschiedene Schützenzüge. Auch drei Damenschießgruppen gehören dem Verein an.
Die Organe der Bruderschaft sind der geschäftsführende Vorstand – bestehend aus dem Brudermeister, zwei stellvertretenden Brudermeistern sowie dem Kassierer und dem Schriftführer –, der erweiterte Vorstand, der Hauptausschuss und die Mitgliederversammlung.

## Geschichte
Das Gründungsjahr 1668 lässt sich auf eine Plakette zurückführen, welche durch den kurfürstlich-brandenburgischen Richter zu Isselburg und in der Hetter Nicolaes Beriehs gestiftet wurde. Es wird jedoch angenommen, dass die Bruderschaft durchaus älter ist. Aus den Jahren ab 1668 bis 1800 sind noch elf Plaketten erhalten. Ab 1800 gibt es keine weiteren Nachweise über das Schützenleben in Dornick, was auf die Besatzung Napoleons zurückzuführen ist. Bereits 1798 wurde das Herzogtum Kleve, zu welchem Dornick gehörte, aufgeteilt. Der linksrheinische Teil ging an die Französische Republik über. Auch der rechtsrheinische Teil des Herzogtums, welcher fortan seinen Verwaltungssitz in Wesel hatte, wurde seitens Preußen 1805 an Frankreich abgetreten. Auch Dornick war von nun an besetzt und gehörte bis zur Auflösung im Jahr 1814 zum Département Lippe. Unter der Herrschaft Napoleons waren fortan keine Schützenaktivitäten mehr geduldet.
Anlass zur Neugründung im Jahre 1924 war der Zufallsfund einer Truhe in der Gaststätte Reinders – der heutigen Dorfschänke –, in welcher sich die alten Schützenplaketten befanden. Einige Dornicker Männer gründeten daraufhin den "Schützenverein Dornick" neu. Der Vorstand setzte sich wie folgt zusammen: Präsident war Heinrich Ketteler, der stellvertretende Präsident war Josef Brüggemann, Kommandant war Peter Wins, Geschäftsführer war Leo Epping, Kassierer war Anton Terhorst. Auch die Anbindung an die Erzbruderschaft vom Heiligen Sebastianus (heute: Bund der historischen deutschen Schützenbruderschaften, kurz BHDS) wurde beschlossen. Um das Schützenfest festlicher zu gestalten, gründete sich im Jahr 1925 der Spielmannszug Dornick. Erster Bataillöner wurde Anton Terhorst. 1926 wurde eine Vereinsfahne angeschafft. 1930 folgte eine Schwenkfahne. Im Jahr 1934 konnte durch Eigenleistung ein Kleinkaliber-Schießstand errichtet werden. Mit dem Zweiten Weltkrieg kam das Vereinsleben 1941 erneut zum Erliegen.
Im Winter 1948/1949 wurde der Verein als "St. Johannes Schützenbruderschaft" neu gegründet. Gerettet wurden die Schwenkfahne, das Königssilber sowie eine Krone. Die Schärpen sowie die Vereinsfahne gingen jedoch verloren. Am 13. Juni 1949 konnte erstmals nach langer Zeit wieder ein Schützenfest gefeiert werden. 1950 wurde dann eine neue Vereinsfahne erworben. Anlässlich der Fahnenweihe richtete die Bruderschaft das erste Bezirksschützenfest des Kreises Rees nach dem Krieg aus. 1975 wurde der Bau eines neuen Schießstandes bzw. Gemeindezentrums beschlossen. Im Jahr 1977 wurde dann das sogenannte "Johanneszentrum" eröffnet. Ab 1980 entstand ein eigenes Schützenzelt, welches Jahr für Jahr ausgebaut wurde. 1987 konnte die Bruderschaft erstmals ihr Schützenfest im eigenen Zelt feiern. In den Jahren zuvor wurde das Schützenfest im Saal der Gaststätte Mey (heutige Dorfschänke) gefeiert. Davor wurde im jährlichen Wechsel in den drei Dornicker Gaststätten Mey, Messing und Wemmer gefeiert.
Seit der Generalversammlung am 5. Februar 2017 sind auch Frauen berechtigt, um die Königswürde mitzuschießen. Beim Königschießen 2017 waren dann drei Frauen unter den insgesamt sieben Königsbewerbern. 2019 wurde erstmals eine Frau Schützenkönigin in Dornick.

## Veranstaltungen
Die wichtigste Veranstaltung im Kalender der Dornicker Schützen ist das Schützenfest. Es wird von Freitag bis Sonntagnacht gefeiert. Das Fest beginnt am Freitagabend mit dem Schießen um die Würde des Jungschützenkönigs. Auch Beförderungen werden an diesem Abend vorgenommen. Der Samstag beginnt mit einem großen Umzug durch das Dorf. Es folgen Grußworte, Preisverteilung aus vorangegangenen Schießwettbewerben, Ehrungen sowie das Fahnenschwenken und eine Parade. Danach findet dann das Königschießen statt. Am späten Mittag folgt dann üblicherweise die Inthronisierung des neuen Königspaares. Am Abend des Samstags wird der Vizekönig ausgeschossen. Der Sonntag beginnt mit dem Hochamt. Es folgt ein Frühschoppen. Am Sonntagabend wird nach einem kurzen Umzug durch das Dorf das neue Königspaar nebst Throngefolge der Öffentlichkeit auf der Festwiese vorgestellt. Sodann folgt der Zapfenstreich und erneut das Fahnenschwenken und eine Parade zu Ehren des neuen Königspaares. Anschließend findet der Königsball statt. Hierzu sind die benachbarten Bruderschaften aus den Orten Praest und Vrasselt eingeladen.
Als weiteres Fest ist die Nachfeier zu nennen, welche am Wochenende nach dem 29. August (Gedenktag zur Enthauptung Johannes des Täufers). Am Samstagabend beginnt das Fest mit einem Hochamt in der Kirche, es folgt ein Umzug durch das Dorf. Am späteren Abend folgen Preisverleihungen. Seit 2017 findet am Sonntag das Kinderkönigsschießen statt.
Über das Jahr verteilt finden sechs Vereinsschießen statt (Schießschnüre, Vereinswanderpreis, Offizierswanderpreis, Königinnenorden sowie zwei Pokalschießen).
Der Verein nimmt darüber hinaus noch auf mehreren überörtlichen Veranstaltungen teil. Es werden das Bezirksschützenfest und das Bezirksfahnenschwenken (organisiert vom Bezirksverband Rees) und das Emmericher Stadtschützenfest (organisiert von der Emmericher Schützengemeinschaft) besucht. Zudem ist die Bruderschaft auf den Krönungsbällen der benachbarten Bruderschaften aus Praest und Vrasselt eingeladen.
Sieben Mal richtete die Bruderschaft selbst das Bezirksschützenfest aus. Dies war in den Jahren 1950, 1968, 1978, 1988, 1997, 2012 und 2016 der Fall.
Zu wichtigen Anlässen führt die Bruderschaft zudem ein Kaiserschießen durch, bei dem alle noch lebenden Könige oder Königinnen berechtigt sind, um die Würde des Kaisers mitzuschießen. Insgesamt fanden fünf Kaiserschießen statt: 1974 (25. Schützenfest nach dem Zweiten Weltkrieg), 1993 (325. Jubiläum der Schützenbruderschaft), 1999 (50. Schützenfest nach dem Zweiten Weltkrieg), 2009 (60. Schützenfest nach dem Zweiten Weltkrieg), 2018 (350. Jubiläum der Schützenbruderschaft).